# (1589) Fanatica
(1589) Fanatica es un asteroide perteneciente al cinturón de asteroides descubierto el 13 de septiembre de 1950 por Miguel Itzigsohn desde el Observatorio Astronómico de La Plata, Argentina.

## Designación y nombre
Fanática se designó inicialmente como 1950 RK.
Posteriormente fue nombrado por la palabra en español de igual significado, en referencia a la lideresa argentina Eva Perón.

## Características orbitales
Fanática orbita a una distancia media del Sol de 2,417 ua, pudiendo alejarse hasta 2,64 ua. Tiene una inclinación orbital de 5,263° y una excentricidad de 0,09244. Emplea en completar una órbita alrededor del Sol 1372 días.